# FtsZ

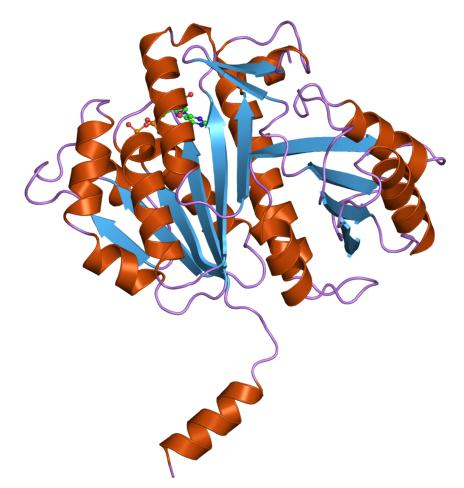
FtsZ的分子结构

FtsZ是一种由细菌ftsZ基因编码的蛋白质，组装在接下来会发生细胞分裂，形成隔板的Z-环上，同时该蛋白也是真核生物微管蛋白在原核生物中的同源物。FtsZ以“长丝的温度敏感突变体Z”（"Filamenting temperature-sensitive mutant Z"）命名。这个名字是基于大肠杆菌的细胞分裂突变体会因为两个子细胞无法分离而变成长丝状的假设。

## 历史
尽管原核细胞骨架是后来才提出的概念，但FtsZ是第一个被发现的原核细胞骨架蛋白。早在1950年代時，廣田幸敬及其同事在筛选细菌的细胞分裂相关基因时即发现了它，而至1991年時乔·鲁特肯豪斯和毕尔飞发现於细胞分裂时FtsZ组成了Z环。在小立碗藓的叶绿体中发现的核编码的FtsZ是其分裂所必须的，这也是第一个发现的细胞器分裂必须蛋白。

## 功能
在细胞分裂中，FtsZ是第一个移动到分裂处的蛋白，并招募其它相关蛋白来生成两个新细胞之间的细胞壁。FtsZ在原核生物细胞分裂中的作用相当于肌动蛋白在真核生物细胞分裂中的作用，但不像真核生物中出现的肌動蛋白-肌球蛋白环，FtsZ并没有已知的马达蛋白与之结合。因此，胞質分裂力的起源仍不清楚，但科學家認為新細胞壁的局部合成為該力的一部分。在歐薩哇（Osawa）2009年的一项脂质体实验中，FtsZ显示了它能在没有其它蛋白存在下施加收缩力的能力。